# Vallis Schrödinger

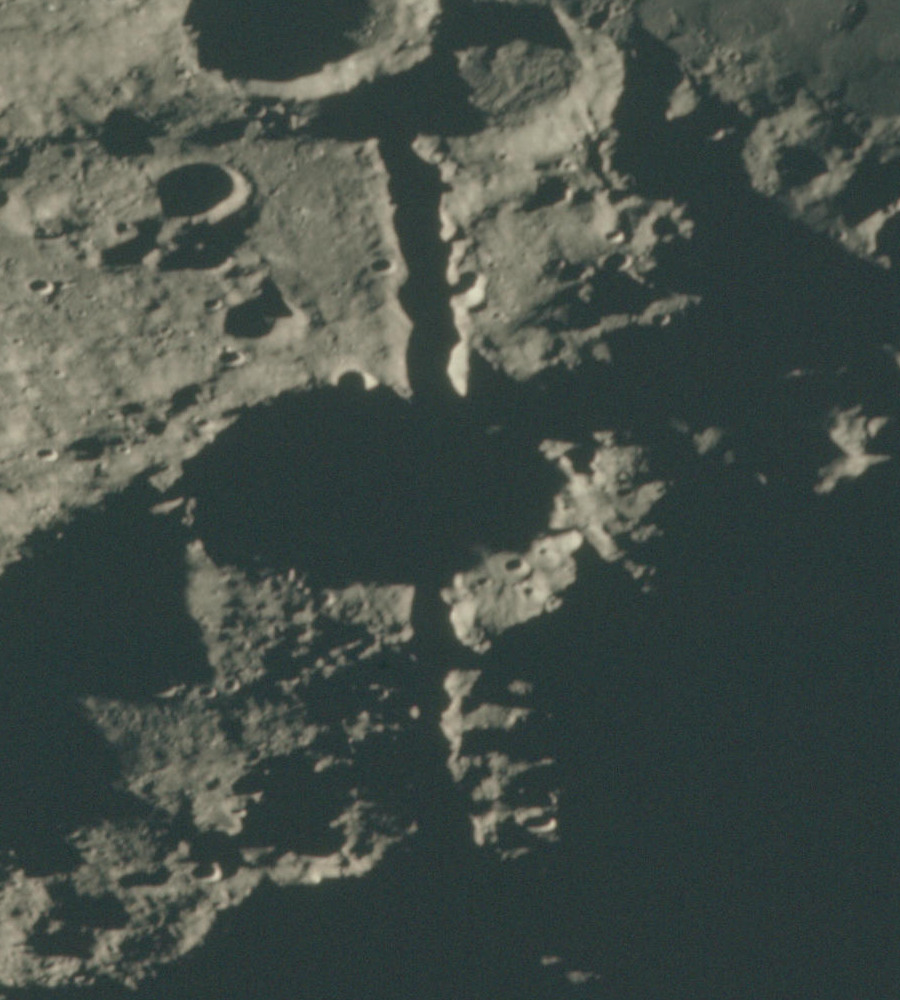

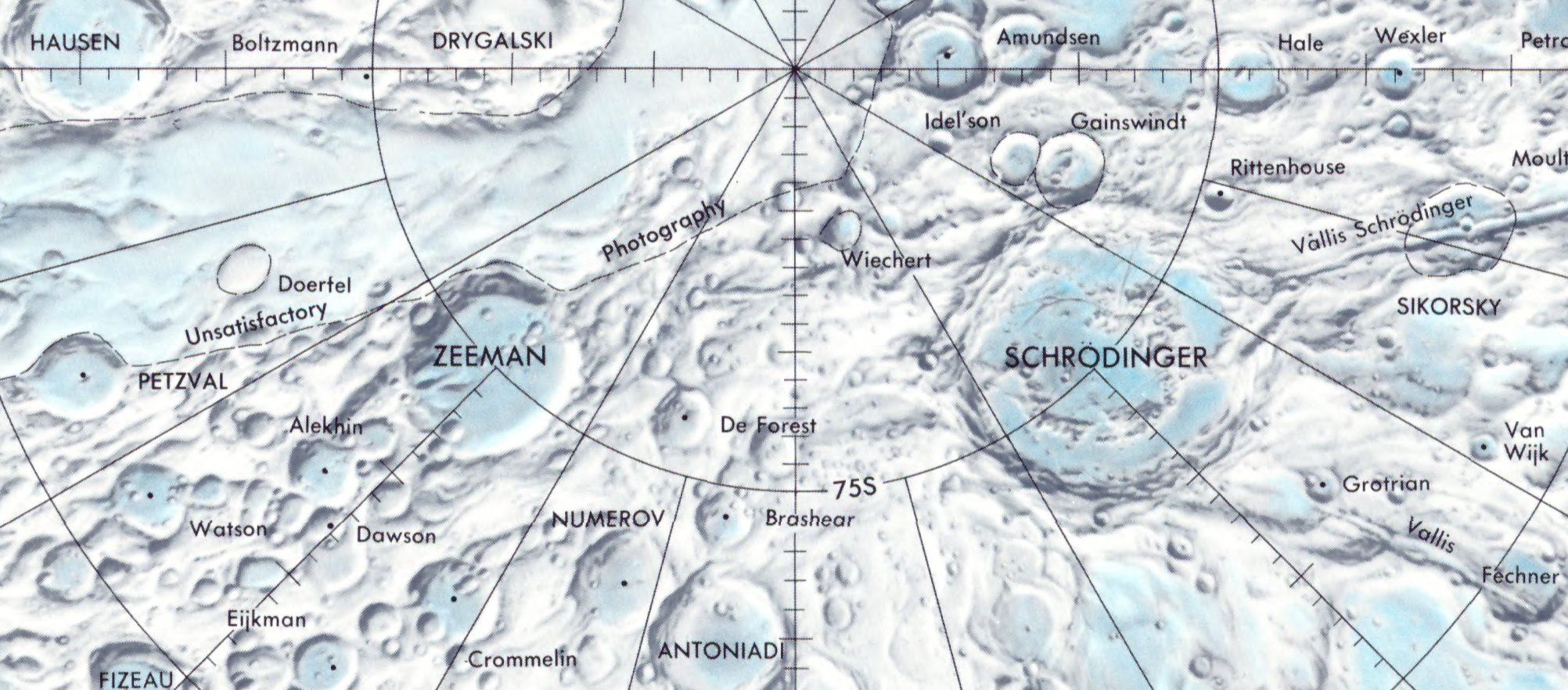

Vallis Schrödinger je dlouhé, téměř lineární údolí, které leží na odvrácené straně Měsíce. Je orientováno radiálně do obrovské Schrödingerovy pánve a pravděpodobně vzniklo během původního nárazu, který Schrödingera vytvořil.
Údolí má tvar dlouhé drážky v měsíčním povrchu. Začíná na vnějším valu obklopujícího kráter Schrödinger a pokračuje na sever až severozápad, dokud nepřekročí okraj kráteru Moulton. Přibližně v polovině své délky prochází kráterem Sikorsky a je postupně obklopeno malým satelitním kráterem Sikorsky Q.
Je dlouhé 310 km. Liší se šířkou od 8 do 10 km. Údolí bylo pojmenováno po kráteru Schrödinger, který je sám pojmenován po Erwinovi Schrödingerovi.